# یک شب با دوآ لیپا
شبی با دوآ لیپا (انگلیسی: An Evening with Dua Lipa) ویژه برنامهٔ تلویزیونی با اجرای خوانندهٔ انگلیسی آلبانیایی دوآ لیپا است که در ۸ دسامبر ۲۰۲۴ از شبکهٔ آی‌تی‌وی۱ بریتانیا پخش شد. این برنامه شامل اجراهای انفرادی و یک دوئت انتخابی با خوانندهٔ بریتانیایی التون جان بود و بخشی از فعالیت‌های تبلیغاتی برای سومین آلبوم استودیویی لیپا با عنوان خوش‌بینی افراطی (۲۰۲۴) به‌شمار می‌رفت. این ویژه برنامه در ۱۷ اکتبر ۲۰۲۴ در رویال آلبرت هال در شهر لندن، انگلستان ضبط شد. همچنین این برنامه در ۱۵ دسامبر ۲۰۲۴ از شبکهٔ سی‌بی‌اس در ایالات متحده پخش و به‌طور هم‌زمان از طریق سرویس استریم پارامونت پلاس نیز نمایش داده شد. لیپا در این برنامه همراه با یک ارکستر ۵۳ نفره، از جمله نوازندگان ارکستر هریتیج که پیش‌تر نیز با او همکاری داشته‌اند، روی صحنه رفت. پیش از پخش تلویزیونی این ویژه برنامه، دوآ لیپا در ۶ دسامبر ۲۰۲۴ نخستین آلبوم زندهٔ خود را از طریق شرکت وارنر رکوردز منتشر کرد.

## خلاصه

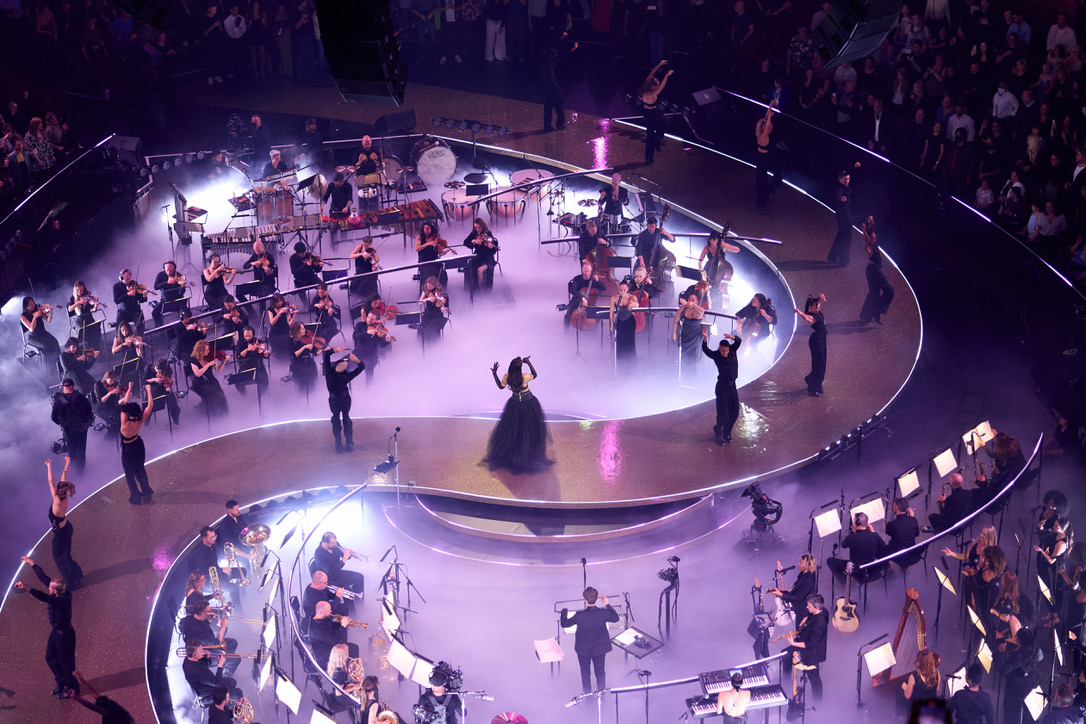
لیپا در حال اجرا همراه با ارکستر هریتیج

دوآ لیپا در کنار ارکستر هریتیج روی صحنه حاضر می‌شود. ویژه برنامه با نمایی از یک سن به شکل حرف S آغاز می‌شود که توسط ارکستر ۵۳ نفره با رهبری بن فاستر احاطه شده است. دوربین به‌طور متناوب تصاویری از پشت صحنه و راه رفتن لیپا در رویال آلبرت هال را نمایش می‌دهد. او در حالی روی صحنه ظاهر می‌شود که با موی مشکی جدیدش و لباسی قرمز از «ساتن» با لایه‌هایی از تور به رنگ زرشکی، توجه‌ها را به خود جلب می‌کند.
لیپا اجرای خود را با ترانهٔ «هودینی» (۲۰۲۳) آغاز می‌کند. پس از پایان اجرا، برنامه وارد بخش مصاحبه‌ای با او می‌شود که شامل تصاویری از تمرین‌های لیپا با ارکستر نیز هست. در طول برنامه، او به‌طور مداوم با تماشاگران تعامل دارد؛ از جمله تماشای لباس‌ها و واکنش‌های آنان. سپس به همراه گروه همخوانان، ترانه‌های «شناور» (۲۰۲۰) و «ماریا» (۲۰۲۴) را اجرا می‌کند. در ادامهٔ مصاحبه، لیپا با دیدن ویدئوهایی از خود در دوران کودکی هنگام خواندن، به یاد گذشته می‌افتد و از معلم موسیقی دوران کودکی‌اش به نام رِی یاد می‌کند؛ آن دو پس از ده سال بار دیگر با هم دیدار می‌کنند. ترانهٔ «هر کاری برای عشق» (۲۰۲۴) نیز با تنظیمی ملایم و تنها با پیانو اجرا می‌شود.

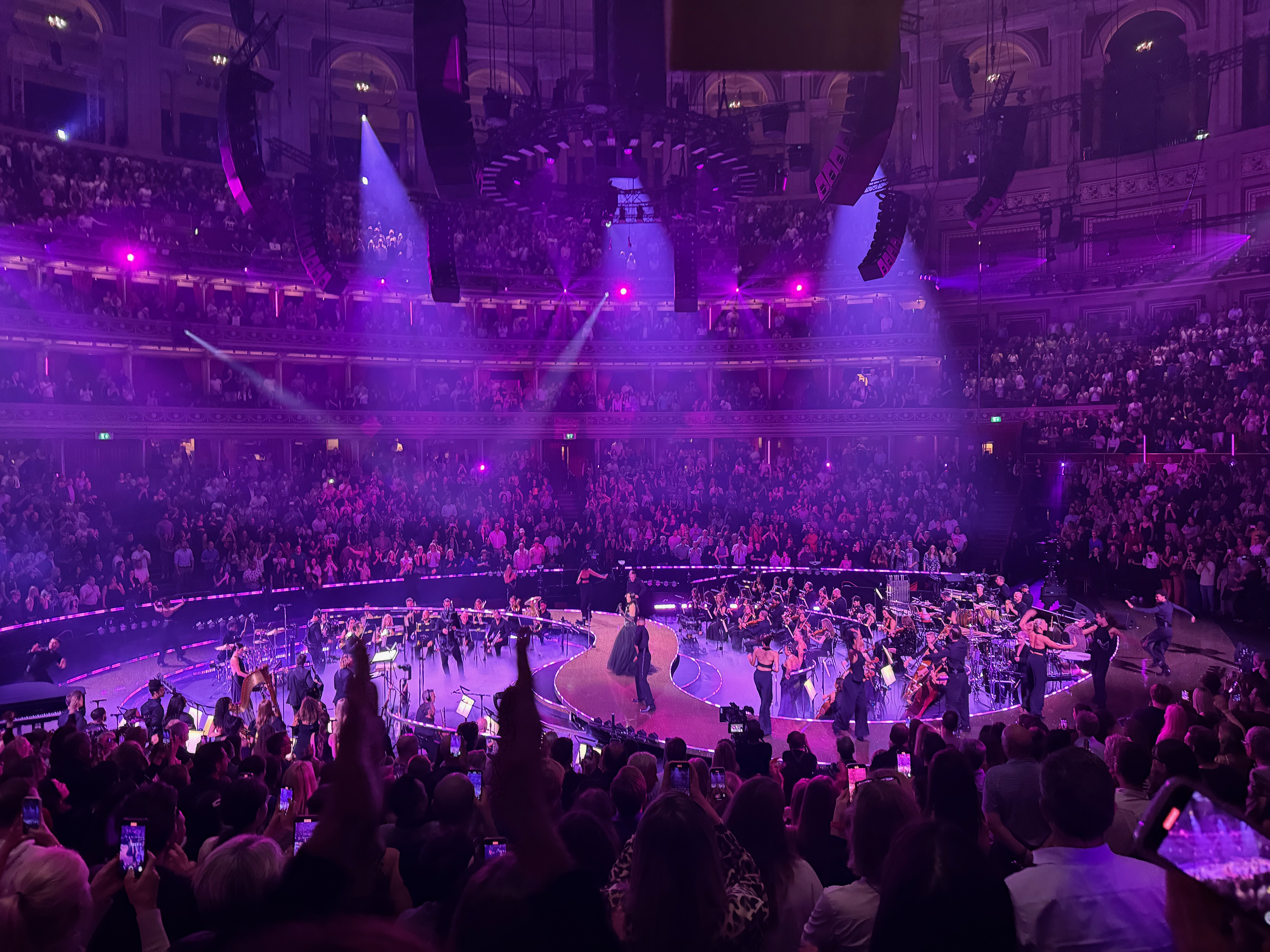
نمای پانورامای اجرای لیپا

لیپا دربارهٔ روابط نزدیکش با التون جان صحبت می‌کند؛ همکاری آن‌ها نخستین بار در اجرای زندهٔ بنیاد مبارزه با ایدز التون جان در آوریل ۲۰۲۱ شکل گرفت. التون جان به یاد می‌آورد که چگونه برای ریمیکس مشترک با لیپا تماس گرفت و او فوراً موافقت کرد. در ادامهٔ برنامه، لیپا بار دیگر با لباسی سیاه و گوتیک با گلدوزی‌های توری روی صحنه می‌آید. او اجرای ترانهٔ «قلب سرد» (۲۰۲۱) را آغاز می‌کند و در میانهٔ اجرا، التون جان به صحنه می‌پیوندد و آن‌ها دوئت مشترکی را اجرا می‌کنند. پس از خداحافظی جان با صحنه، لیپا ترانهٔ «خوشحال برای تو» (۲۰۲۴) را اجرا می‌کند و همزمان از تماشاگران می‌خواهد که با دست زدن همراهی‌اش کنند، در حالی‌که در سراسر صحنه حرکت می‌کند.
در ادامه، لیپا به همراه خواهر و برادرش، جین و رینا، به فروشگاه زنجیره‌ای لیبرتی می‌روند تا برای تزئینات کریسمس خرید کنند. او توضیح می‌دهد که تعطیلات چگونه باعث نزدیکی اعضای خانواده در دوران سخت می‌شود. در پایان برنامه، لیپا مدلی از دو ترانهٔ «رقص شب» (۲۰۲۳) و «حالا شروع نکن» (۲۰۱۹) را اجرا می‌کند. در حالی‌که کاغذهای سفید بر فراز صحنه فرو می‌ریزند، او از تماشاگران و ارکستر برای همراهی‌شان تشکر می‌کند.
نسخهٔ پخش‌شده از شبکهٔ سی‌بی‌اس شامل اجراهای بیشتری همچون «این دیوارها»، «دوباره عاشق شو» و «اوهام» است و بخش‌هایی از آن نیز در نیویورک فیلم‌برداری شده است.